# Thương mại điện tử
Thương mại điện tử, hay còn gọi là e-commerce, e-comm hay EC, là sự mua bán sản phẩm hay dịch vụ trên các hệ thống điện tử như Internet và các mạng máy tính. Thương mại điện tử dựa trên một số công nghệ như chuyển tiền điện tử, quản lý chuỗi dây chuyền cung ứng, tiếp thị Internet, quá trình giao dịch trực tuyến, trao đổi dữ liệu điện tử (EDI), các hệ thống quản lý hàng tồn kho, và các hệ thống tự động thu thập dữ liệu. Thương mại điện tử hiện đại thường sử dụng mạng World Wide Web là một điểm ít nhất phải có trong chu trình giao dịch, mặc dù nó có thể bao gồm một phạm vi lớn hơn về mặt công nghệ như email, các thiết bị di động như là điện thoại.
Thương mại điện tử thông thường được xem ở các khía cạnh của kinh doanh điện tử (e-business). Nó cũng bao gồm việc trao đổi dữ liệu tạo điều kiện thuận lợi cho các nguồn tài chính và các khía cạnh thanh toán của việc giao dịch kinh doanh.
E-commerce có thể được dùng theo một vài hoặc toàn bộ những nghĩa như sau:
- E-tailing (bán lẻ trực tuyến) hoặc "cửa hàng ảo" trên trang web với các danh mục trực tuyến, đôi khi được gom thành các "trung tâm mua sắm ảo".
- Việc thu thập và sử dụng dữ liệu cá nhân thông qua các địa chỉ liên lạc web
- Trao đổi dữ liệu điện tử (EDI), trao đổi dữ liệu giữa Doanh nghiệp với Doanh nghiệp
- Email, fax và cách sử dụng chúng như là phương tiện cho việc tiếp cận và thiếp lập mối quan hệ với khách hàng (ví dụ như bản tin - newsletters)
- Việc mua và bán giữa Doanh nghiệp với Doanh nghiệp
- Bảo mật các giao dịch kinh doanh

## Lịch sử

### Sự hình thành thương mại điện tử
Về nguồn gốc, thương mại điện tử được xem như là điều kiện thuận lợi của các giao dịch thương mại điện tử, sử dụng công nghệ như EDI và EFT. Cả hai công nghệ này đều được giới thiệu thập niên 70, cho phép các doanh nghiệp gửi các hợp đồng điện tử như đơn đặt hàng hay hóa đơn điện tử. Sự phát triển và chấp nhận của thẻ tín dụng, máy rút tiền tự động (ATM) và ngân hàng điện thoại vào thập niên 80 cũng đã hình thành nên thương mại điện tử. Một dạng thương mại điện tử khác là hệ thống đặt vé máy bay bởi Sabre ở Mỹ và Travicom ở Anh.
Vào thập niên 90, thương mại điện tử bao gồm các hệ thống hoạch định tài nguyên doanh nghiệp (ERP), khai thác dữ liệu và kho dữ liệu.
Năm 1990, Tim Berners-Lee phát minh ra WorldWideWeb trình duyệt web và chuyển mạng thông tin liên lạc giáo dục thành mạng toàn cầu được gọi là Internet (www). Các công ty thương mại trên Internet bị cấm bởi NSF cho đến năm 1995. Mặc dù Internet trở nên phổ biến khắp thế giới vào khoảng năm 1994 với sự đề nghị của trình duyệt web Mosaic, nhưng phải mất tới 5 năm để giới thiệu các giao thức bảo mật (mã hóa SSL trên trình duyệt Netscape vào cuối năm 1994) và DSL cho phép kết nối Internet liên tục. 
Vào cuối năm 2000, nhiều công ty kinh doanh ở Mỹ và Châu Âu đã thiết lập các dịch vụ thông qua World Wide Web. Từ đó con người bắt đầu có mối liên hệ với từ "ecommerce" với quyền trao đổi các loại hàng hóa khác nhau thông qua Internet dùng các giao thức bảo mật và dịch vụ thanh toán điện tử.

### Mốc thời gian

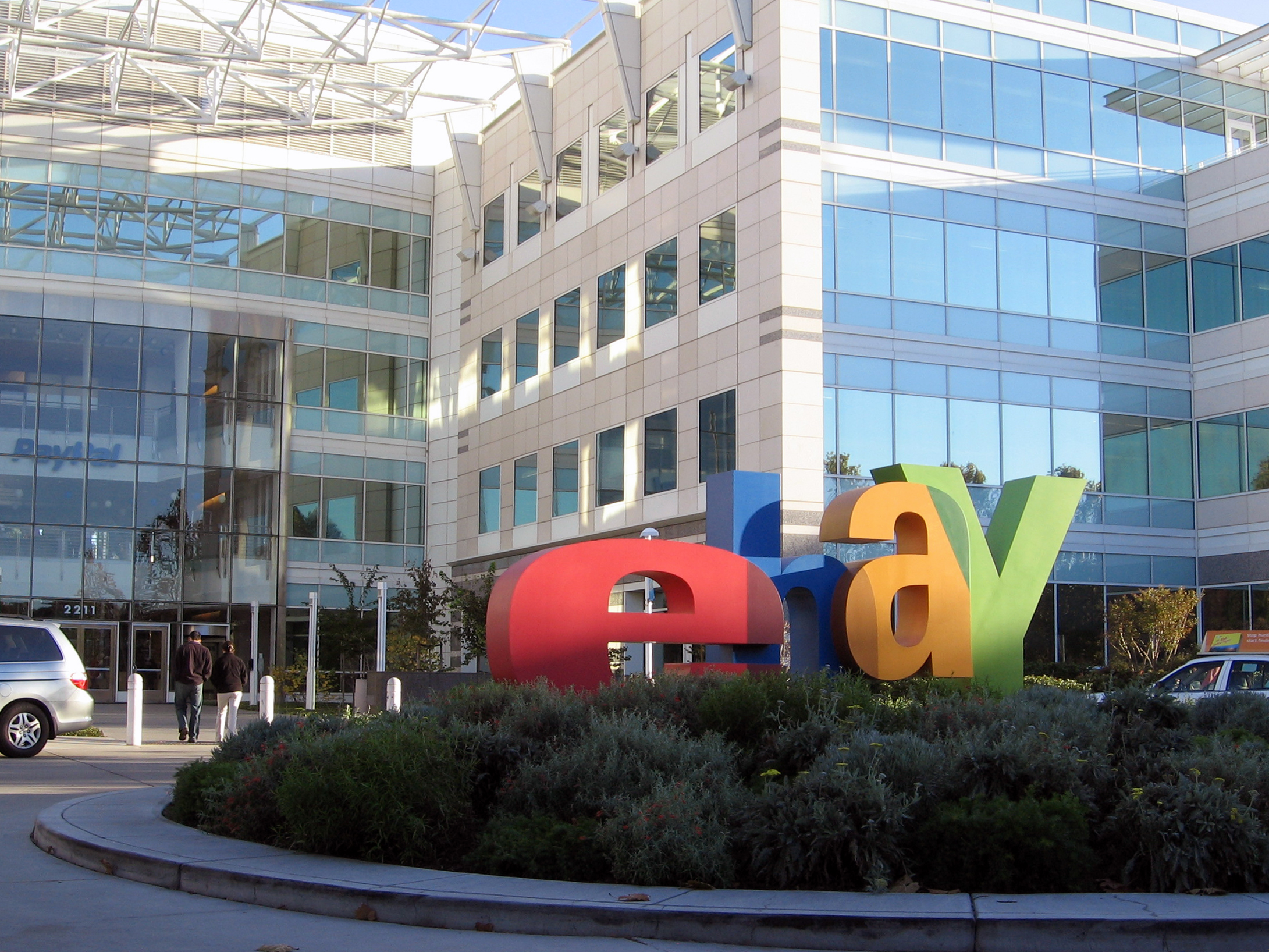
Trụ sở công ty Ebay ở San Jose, một công ty kinh doanh chuyên về lĩnh vực thương mại điện tử với cổng thanh toán Paypal nổi tiếng.

Các mốc thời gian về sự phát triển của thương mại điện tử như sau:
- 1979: Michael Aldrich phát minh mua sắm trực tuyến.[4]
- 1982: Minitel được giới thiệu tại Pháp thông qua France Telecom và sử dụng để đặt hàng trực tuyến.
- 1984: Gateshead SIS/Tescolà trang mua bán trực tuyến dạng B2C đầu tiên và bà Snowball, 72 tuổi, là khách hàng mua hàng trực tuyến đầu tiên.[5]
- 1984: Tháng 4 năm 1984, CompuServe ra mắt Trung tâm Mua sắm Điện tử ở Mỹ và Canada. Đây là dịch vụ thương mại điện tử đầu tiên toàn diện.[6]
- 1990: Tim Berners-Lee xây dựng trình duyệt đầu tiên, WorldWideWeb, sử máy máy NeXT.
- 1992: Terry Brownell ra mắt hệ thống bảng Bulletin cửa hàng trực tuyến dùng RoboBOARD/FX.
- 1994: Netscape tung trình duyệt Navigator vào tháng 10 với tên là Mozilla. Pizza Hut đặt hàng trên trang web này. Ngân hàng trực tuyến đầu tiên được mở. Một số nỗ lực nhằm cung cấp giao hoa tươi và đăng ký tạp chí trực tuyến. Các dụng cụ "người lớn" cũng có sẵn như xe hơi và xe đạp. Netscape 1.0 được giới thiệu vào cuối năm 1994, giao thức mã hóa SSL làm cho các giao dịch bảo mật hơn.
- 1995: Thứ năm, ngày 27 tháng 4 năm 1995, việc mua sách của ông Paul Stanfield, Giám đốc sản xuất của công ty CompuServe tại Anh, từ cửa hàng W H Smith trong trung tâm mua sắm CompuServe là dịch vụ mua hàng trực tuyến đầu tiên ở Anh mang tính bảo mật. Dịch vu mua sắm trực tuyến bắt đầu từ WH Smith, Tesco, Virgin/Our Price, Great Universal Stores/GUS, Interflora, Dixons Retail, Past Times, PC World (retailer) và Innovations.[7]
- 1995: Jeff Bezos ra mắt Amazon.com và thương mại miễn phí 24h, đài phát thanh trên Internet, Radio HK và chương trình phát sóng ngôi sao NetRadio. Dell và Cisco bắt đầu tích cực sử dụng Internet cho các giao dịch thương mại. eBay được thành lập bởi máy tính lập trình viên Pierre Omidyar như là dạng AuctionWeb.
- 1998: Tem điện tử được mua bán và tải trực tuyến từ Web.
- 1998: Alibaba Group được hình thành ở Trung Quốc.
- 1999: Business.com bán khoảng 7.5 triệu USD cho eCompanies, được mua vào năm 1997 với giá 149,000 USD. Phần mềm chia sẻ tập tin ngang hàng Napster ra mắt. ATG Stores ra mắt các sản phẩm trang trí tại nhà trực tuyến.
- 2000: bùng nổ dot-com.
- 2001: Alibaba.com đạt lợi nhuận trong tháng 12 năm 2001.
- 2002: eBay mua lại PayPal với 1.5 tỉ USD.[8]
- 2003: Amazon.com đăng tải bài viết lợi nhuận hàng năm.
- 2004: DHgate.com, công ty B2C giao dịch trực tuyến đầu tiên ở Trung Quốc được thành lập, buộc các trang web khác B2B bỏ mô hình "trang vàng".[9]
- 2005: Yuval Tal sáng lập giải pháp phân phối thanh toán trực tuyến bảo mật.
- 2007: Business.com mua lại bởi R.H. Donnelley với 345 triệu USD.[10]
- 2009: Zappos.com mua lại bởi Amazon.com với 928 triệu USD.[11]
- 2010: Groupon ra báo cáo từ chối một lời đề nghị mua lại trị giá 6 tỷ USD từ Google. Thay vào đó, Groupon có kế hoạch đi trước với IPO vào giữa năm 2011.[12]
- 2011: Quidsi.com, công ty cha của Diapers.com, được mua lại bởi Amazon.com với 500 triệu USD tiền mặt cộng với 45 triệu nợ và các nghĩa vụ khác.[13] GSI Commerce, công ty chuyên tạo ra, phát triển và thực thi trang web mua sắm trực tuyến cho dịch vụ gạch và vữa trong kinh doanh, được mua lại bởi eBay với 2.4 tỉ USD.[14]
- 2012: Thương mại điện tử và Doanh số bán lẻ trực tuyến của Mỹ dự kiến đạt 226 tỷ USD, tăng 12%so với năm 2011.[15]

## Khái niệm thương mại điện tử

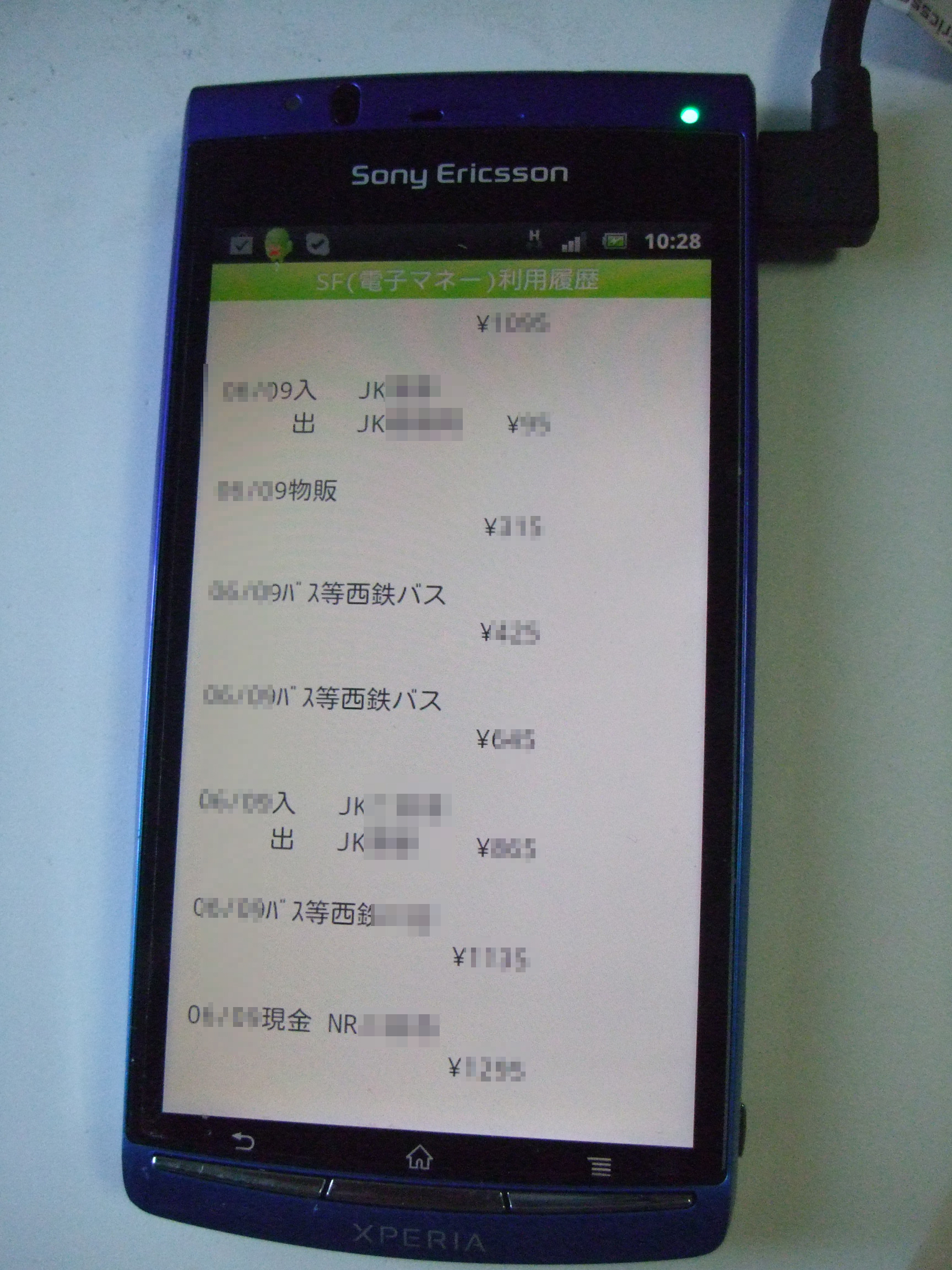
Mua hàng trực tuyến thông qua phương tiện điện tử là điện thoại thông minh loại SONY ERRICSON SO-02C tại Nhật.

Khi nói về khái niệm thương mại điện tử (E-Commerce), nhiều người nhầm lẫn với khái niệm của Kinh doanh điện tử (E-Business). Tuy nhiên, thương mại điện tử đôi khi được xem là tập con của kinh doanh điện tử. Thương mại điện tử chú trọng đến việc mua bán trực tuyến (tập trung bên ngoài), trong khi đó kinh doanh điện tử là việc sử dụng Internet và các công nghệ trực tuyến tạo ra quá trình hoạt động kinh doanh hiệu quả dù có hay không có lợi nhuận, vì vậy tăng lợi ích với khách hàng (tập trung bên trong).
Một số khái niệm thương mại điện tử được định nghĩa bởi các tổ chức uy tín thế giới như sau:
- Theo Tổ chức Thương mại thế giới (WTO), "Thương mại điện tử bao gồm việc sản xuất, quảng cáo, bán hàng và phân phối sản phẩm được mua bán và thanh toán trên mạng Internet, nhưng được giao nhận một cách hữu hình, cả các sản phẩm giao nhận cũng như những thông tin số hoá thông qua mạng Internet".[20]
- Theo Ủy ban Thương mại điện tử của Tổ chức Hợp tác kinh tế châu Á - Thái Bình Dương (APEC) định nghĩa: "Thương mại điện tử liên quan đến các giao dịch thương mại trao đổi hàng hóa và dịch vụ giữa các nhóm (cá nhân) mang tính điện tử chủ yếu thông qua các hệ thống có nền tảng dựa trên Internet." [21] Các kỹ thuật thông tin liên lạc có thể là email, EDI, Internet và Extranet có thể được dùng để hỗ trợ thương mại điện tử.
- Theo Ủy ban châu Âu: "Thương mại điện tử có thể định nghĩa chung là sự mua bán, trao đổi hàng hóa hay dịch vụ giữa các doanh nghiệp, gia đình, cá nhân, tổ chức tư nhân bằng các giao dịch điện tử thông qua mạng Internet hay các mạng máy tính trung gian (thông tin liên lạc trực tuyến). Thật ngữ bao gồm việc đặt hàng và dịch thông qua mạng máy tính, nhưng thanh toán và quá trình vận chuyển hàng hay dịch vụ cuối cùng có thể thực hiện trực tuyến hoặc bằng phương pháp thủ công."[22]

Tóm lại, thương mại điện tử chỉ xảy ra trong môi trường kinh doanh mạng Internet và các phương tiện điện tử giữa các nhóm (cá nhân) với nhau thông qua các công cụ, kỹ thuật và công nghệ điện tử. Ngoài ra, theo nghiên cứu tại đại học Texas, các học giả cho rằng thương mại điện tử và kinh doanh điện tử đều bị bao hàm bởi nền kinh tế Internet.

## Phân biệt thương mại điện tử và kinh doanh điện tử
Kinh doanh điện tử (E-Business) là thuật ngữ xuất hiện trước thương mại điện tử (E-Commerce), tuy nhiên, còn khá nhiều mơ hồ trong việc xác định liệu hai thuật ngữ này có giống nhau hay không.
Có ý kiến cho rằng thương mại điện tử đôi khi là một nhánh phát triển thêm từ Kinh doanh điện tử. Thương mại điện tử chú trọng đến việc mua bán trực tuyến (tập trung bên ngoài), trong khi đó kinh doanh điện tử là việc sử dụng Internet và các công nghệ trực tuyến tạo ra quá trình hoạt động kinh doanh hiệu quả dù có hay không có lợi nhuận, vì vậy tăng lợi ích với khách hàng (tập trung bên trong).
Cụ thể, kinh doanh điện tử là thiết lập hệ thống hay ứng dụng thông tin để phục vụ và làm tăng hiệu quả kinh doanh. Kinh doanh điện tử bao phủ quá trình hoạt động trong doanh nghiệp, từ mua hàng qua mạng (e-procurement, e-purchasing), quản lý dây chuyền cung cấp nguyên vật liệu, xử lý đơn hàng, phục vụ khách hàng và giao dịch với đối tác qua các công cụ điện tử cho đến chia sẻ dữ liệu giữa các bộ phận chức năng trong doanh nghiệp. Trong khi đó, thương mại điện tử tập trung vào việc mua bán và trao đổi hàng hóa, dịch vụ, thông tin qua mạng, các phương tiện điện tử và Internet.  Theo nghĩa rộng hơn, thương mại điện tử là việc sử dụng các phương tiện điện tử để triển khai thương mại. Nói cách khác, thương mại điện tử là thực hiện quy trình cơ bản và quy trình khác của giao dịch thương mại bằng phương tiện điện tử, cụ thể là trên mạng máy tính và viễn thông một cách rộng rãi, ở mức độ cao nhất có thể.
Việc phân biệt tương đối giữa hai thuật ngữ này sẽ giúp nhà quản trị phân định rõ mục tiêu kinh doanh và hướng tiếp cận của doanh nghiệp.

## Các ứng dụng kinh doanh

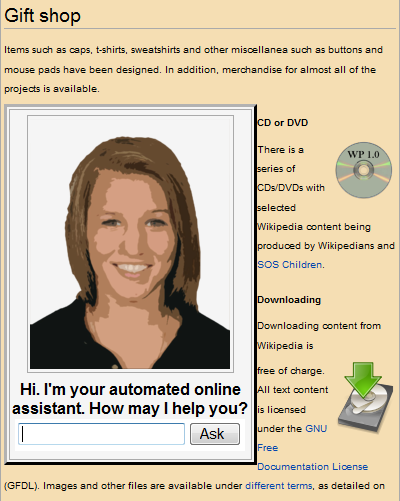
Ví dụ của một trợ lý tự động trực tuyến trên các website mua bán.

Một số ứng dụng chung nhất liên quan đến thương mại điện tử được liệt kê dưới đây:
- Tài liệu tự động hóa ở chuỗi cung ứng và hậu cần
- Hệ thống thanh toán trong nước và quốc tế
- Quản lý nội dung doanh nghiệp
- Nhóm mua
- Trợ lý tự động trực tuyến
- IM (Instant Messaging)
- Nhóm tin
- Mua sắm trực tuyến và theo dõi đặt hàng
- Ngân hàng điện tử
- Văn phòng trực tuyến
- Phần mềm giỏ hàng
- Hội thảo truyền thông trực tuyến
- Vé điện tử
- Nhắn tin nhanh
- Mạng xã hội
- Mua bán dịch vụ trực tuyến

## Các hình thức thương mại điện tử
Thương mại điện tử ngày nay liên quan đến tất cả mọi thứ từ đặt hàng nội dung "kỹ thuật số" cho đến tiêu dùng trực tuyến tức thời , để đặt hàng và dịch vụ thông thường, các dịch vụ "meta" đều tạo điều kiện thuận lợi cho các dạng khác của thương mại điện tử.
Ở cấp độ tổ chức, các tập đoàn lớn và các tổ chức tài chính sử dụng Internet để trao đổi dữ liệu tài chính nhằm tạo điều kiện thuận lợi cho kinh doanh trong nước và quốc tế. Tính toàn vẹn dữ liệu và tính an ninh là các vấn đề rất nóng gây bức xúc trong thương mại điện tử.
Hiện nay có nhiều tranh cãi về các hình thức tham gia cũng như cách phân chia các hình thức này trong thương mại điện tử. Nếu phân chia theo đối tượng tham gia thì có 3 đối tượng chính bao gồm: Chính phủ (G - Government), Doanh nghiệp (B - Business) và Khách hàng (C - Customer hay Consumer). Nếu kết hợp đôi một 3 đối tượng này sẽ có 9 hình thức theo đối tượng tham gia: B2C, B2B, B2G, G2B, G2G, G2C, C2G, C2B, C2C. Trong đó, các dạng hình thức chính của thương mại điện tử bao gồm:
- Doanh nghiệp với Doanh nghiệp (B2B)
- Doanh nghiệp với Khách hàng (B2C)
- Doanh nghiệp với Nhân viên (B2E)
- Doanh nghiệp với Chính phủ (B2G)
- Chính phủ với Doanh nghiệp (G2B)
- Chính phủ với Chính phủ (G2G)
- Chính phủ với Công dân (G2C)
- Khách hàng với Khách hàng (C2C)
- Khách hàng với Doanh nghiệp (C2B)

Bên cạnh các kiểu E-commerce truyền thống bên trên, nhiều thể loại E-commerce hiện đại cũng đồng thời phát triển song song với sự phát triển của công nghệ. Nổi bật có thể kể đến T-commerce và M-commerce.
- T-commerce (thương mại truyền hình)
- M-commerce (thương mại di động)

## Khuynh hướng toàn cầu
Mô hình kinh doanh trên toàn cầu tiếp tục thay đổi đáng kể với sự ra đời của thương mại điện tử. Nhiều quốc gia trên thế giới cũng đã đóng góp vào sự phát triển của thương mại điện tử. Ví dụ, nước Anh có chợ thương mại điện tử lớn nhất toàn cầu khi đo bằng chỉ số chi tiêu bình quân đầu người, con số này cao hơn cả Mỹ. Kinh tế Internet ở Anh có thể tăng 10% từ năm 2010 đến năm 2015. Điều này tạo ra động lực thay đổi cho ngành công nghiệp quảng cáo.
Trong số các nền kinh tế mới nổi, sự hiện diện của thương mại điện tử ở Trung Quốc tiếp tục được mở rộng. Với 384 triệu người sử dụng Internet, doanh số bán lẻ của cửa hàng trực tuyến ở Trung Quốc đã tăng 36,6 tỉ USD năm 2009 và một trong những lý do đằng sau sự tăng trưởng kinh ngạc là cải thiện độ tin cậy của khách hàng. Các công ty bán lẻ Trung Quốc đã giúp người tiêu dùng cảm thấy thoải mái hơn khi mua hàng trực tuyến.
Thương mại điện tử cũng được mở rộng trên khắp Trung Đông. Với sự ghi nhận là khu vực có tăng trưởng nhanh nhất thế giới trong việc sử dụng Internet từ năm 2000 đến năm 2009, hiện thời khu vực có hơn 60 triệu người sử dụng Internet. Bán lẻ, du lịch và chơi game là các phần trong thương mại điện tử hàng đầu ở khu vực, mặc dù có các khó khăn như thiếu khuôn khổ pháp lý toàn khu vực và các vấn đề hậu cần trong giao thông vận tải qua biên giới.
Thương mại điện tử đã trở thành một công cụ quan trọng cho thương mại quốc tế không chỉ bán sản phẩm mà còn quan hệ với khách hàng.

## Các tác động đến thị trường và người bán lẻ
Các nhà kinh tế học đã đưa ra giả thuyết rằng thương mại điện tử sẽ dẫn đến việc cạnh tranh giá cả sản phẩm. Thực vậy, thương mại điện tử giúp người tiêu dùng thu thập nhanh chóng và dễ dàng thông tin đa dạng về sản phẩm, giá cả và người bán. Ngày nay đã xuất hiện nhiều website chuyên cung cấp dịch vụ đánh giá về sản phẩm và nhà cung cấp, so sánh giá cả giữa các website bán hàng. Hơn nữa, người tiêu dùng có thể trực tiếp đưa ra các đánh giá của mình về nhiều khía cạnh liên quan tới giao dịch mua sắm, giúp cho những người khác có nhiều cơ hội chọn lựa sản phẩm phù hợp nhất, hoặc chọn được người bán cung cấp dịch vụ tốt nhất, hoặc mua được sản phẩm với giá rẻ nhất.
Theo nghiên cứu của bốn nhà kinh học tế học tại Đại học Chicago đã cho thấy sự phát triển của hình thức mua sắm trực tuyến đã ảnh hưởng đến cấu trúc trong hai ngành tạo ra sự tăng trưởng đáng kể trong thương mại điện tử là bán sách và đại lý du lịch. Tóm lại, các doanh nghiệp lớn hơn có cơ hội để giảm chi phí so với những doanh nghiệp nhỏ hơn do các doanh nghiệp lớn có lợi thế về quy mô kinh tế và đưa ra mức giá thấp hơn.

## Quy định pháp luật của một số quốc gia

### Quy định của Áo
Thương mại điện tử được điều chỉnh tại Áo trước tiên là bằng Luật Thương mại điện tử (E-Commerce-Gesetz ECG) , Luật bán hàng từ xa (Fernabsatzgesetz), Luật chữ ký (Signaturgesetz), Luật kiểm soát nhập hàng (Zugangskontrollgesetz) cũng như bằng Luật tiền điện tử (E-Geld-Gesetz), mà trong đó các quy định pháp luật về hợp đồng và bồi thường của bộ Luật Dân sự Áo (Allgemeine bürgerliche Gesetzbuch - ABGB), nếu như không được thay đổi bằng những quy định đặc biệt trên, vẫn có giá trị.

### Quy định của Đức
Nằm trong các điều 312b và sau đó của bộ Luật dân sự (Bürgerliche Gesetzbuch – BGB)  (trước đây là Luật bán hàng từ xa) là các quy định đặc biệt về những cái gọi là các hợp đồng bán hàng từ xa. Ngoài những việc khác là quy định về trách nhiệm thông tin cho người bán và quyền bãi bỏ hợp đồng cho người tiêu dùng.
Cũng trong quan hệ này, Luật dịch vụ từ xa (Teledienstgesetz) ấn định bên cạnh nguyên tắc nước xuất xứ (điều 4) là toàn bộ các thông tin mà những người điều hành các trang web có tính chất hành nghề, mặc dầu chỉ là doanh nghiệp nhỏ, có nhiệm vụ phải cung cấp (điều 6) và điều chỉnh các trách nhiệm này trong doanh nghiệp đó (điều 8 đến điều 11).
Ở những hợp đồng được ký kết trực tuyến thường hay không rõ ràng là luật nào được sử dụng. Ví dụ như ở một hợp đồng mua được ký kết điện tử có thể là luật của nước mà người mua đang cư ngụ, của nước mà người bán đặt trụ sở hay là nước mà máy chủ được đặt. Luật pháp của kinh doanh điện tử vì thế còn được gọi là "luật cắt ngang". Thế nhưng những điều không rõ ràng về luật pháp này hoàn toàn không có nghĩa là lãnh vực kinh doanh điện tử là một vùng không có luật pháp. Hơn thế nữa, các quy định của Luật dân sự quốc tế (tiếng Anh: private international law)  được áp dụng tại đây.
Tại nước Đức các quy định luật lệ châu Âu về thương mại được tích hợp trong bộ Luật dân sự, trong phần đại cương và trong các quy định về bảo vệ người tiêu dùng. Mặt kỹ thuật của thương mại điện tử được điều chỉnh trong Hiệp định quốc gia về dịch vụ trong các phương tiện truyền thông của các tiểu bang và trong Luật dịch vụ từ xa của liên bang mà thật ra về nội dung thì hai bộ luật này không khác biệt nhau nhiều. 

### Quy định của Việt Nam
Tháng 11 năm 2005, Quốc hội đã thông qua Luật Giao dịch điện tử. Tháng 6 năm 2006 Chính phủ ban hành Nghị định số 57/2006/NĐ-CP về thương mại điện tử.
Đầu năm 2007, Chính phủ Việt Nam ban hành Nghị định số 27/2007/NĐ-CP ngày 23/02/2007 "Về giao dịch điện tử trong hoạt động tài chính" , số 26/2007/NĐ-CP ngày 15/02/2007 "Quy định chi tiết thi hành Luật Giao dịch điện tử về chữ ký số và dịch vụ chứng thực chữ ký số" , số 35/2007/NĐ-CP ngày 08/03/2007 "Về giao dịch điện tử trong hoạt động ngân hàng" .
Nội dung chủ yếu của Nghị định về thương mại điện tử năm 2006 là thừa nhận giá trị pháp lý của chứng từ điện tử trong hoạt động thương mại, ngoài ra có một số quy định cụ thể khác. Cho tới cuối năm 2012 thương mại điện tử ở Việt Nam phát triển nhanh và đa dạng, đồng thời cũng xuất hiện những mô hình mang danh nghĩa thương mại điện tử thu hút rất đông người tham gia nhưng gây tác động xấu tới xã hội.
Ngày 16 tháng 5 năm 2013, Chính phủ đã ban hành Nghị định số 52/2013/NĐ-CP về thương mại điện tử thay thế cho Nghị định năm 2006. Nghị định mới đã quy định những hành vi bị cấm trong thương mại điện tử, quy định chặt chẽ trách nhiệm của các thương nhân cung cấp các dịch vụ bán hàng trực tuyến, trách nhiệm của cơ quan quản lý nhà nước về thương mại điện tử. Một trong những mục tiêu quan trọng của Nghị định mới là tạo môi trường thuận lợi hơn cho thương mại điện tử, nâng cao lòng tin của người tiêu dùng khi tham gia mua sắm trực tuyến.

## Nghiên cứu thêm
- Schwarz, Peschel-Mehner (Hrsg.) Recht im Internet (Luật trong Internet). Kognos Verlag, Augsburg
- Daniel Amor: Thương mại năng động 1. Auflage. Galileo-Press, Bonn 2001
- Katja Richter, Holger Nohr: Elektronische Marktplätze. (Thị trường điện tử) Shaker, Aachen 2000
- Knut Hildebrand (Hrsg.): Kinh doanh điện tử dpunkt.verlag, Heidelberg 2000 (HMD 215)